# Ricardo Ronceros
Ricardo Ronceros (Lima, 20 de julio de 1977) es un exfutbolista profesional, debutó con Universitario de Deportes. Jugaba de defensa central y actualmente es entrenador licenciado por la FPF. 

## Trayectoria
En 1994 Ronceros inició su carrera formando parte del Club Universitario de Deportes que ese año realizó su debut en primera división. En 1997 en el (Club Alcides Vigo), tras descender ese año permaneció dos temporadas más jugando en la segunda división. Para el año 2000 regresó a primera al ser contratado por el recién ascendido Deportivo UPAO y permanece en el equipo trujillano hasta el 2001. Villa del Mar se hace con sus servicios para los dos años siguientes, luego continúa jugando con Unión Huaral y Sport Boys en primera. El 2006 regresa a segunda con el Deportivo Aviación, el 2007 el club César Vallejo lo incorpora para su regreso a la máxima categoría, 2008 y 2009 juega en el José Gálvez de Chimbote, Apertura del 2010 por (Cienciano del Cuzco) y Clausura del 2010 por el (Melgar de Arequipa), 2011 (Jose Gálvez FBC) Torneo de ascenso. En el 2012 hasta el 2014 jugó en el UTC ayudándolo a ganar la (Copa Perú del 2012) y en la Primera división del 2013. El 2014 jugó en Los Caimanes. En 2015 defendió al Sport Huancayo. En el 2016, es contratado por el Cultural Santa Rosa de la Segunda División del Perú. Sin embargo, por mutuo acuerdo con la dirigencia, Ronceros concluye su carrera como jugador y continúa en el equipo andahuaylino, pero esta vez como entrenador.

## Clubes

### Como jugador
| Club                      | País | Año         |
| ------------------------- | ---- | ----------- |
| Universitario             | Perú | 1994-1996   |
| Alcides Vigo              | Perú | 1997        |
| Unión Huaral              | Perú | 1998        |
| Alcides Vigo              | Perú | 1999        |
| Deportivo UPAO            | Perú | 2000        |
| Coopsol Trujillo          | Perú | 2001        |
| Defensor Villa del Mar    | Perú | 2002 - 2003 |
| Unión Huaral              | Perú | 2004        |
| Sport Boys                | Perú | 2005        |
| Aviación                  | Perú | 2006        |
| Universidad César Vallejo | Perú | 2007        |
| José Gálvez FBC           | Perú | 2008 - 2009 |
| Cienciano                 | Perú | 2010        |
| FBC Melgar                | Perú | 2010        |
| José Gálvez FBC           | Perú | 2011        |
| UTC                       | Perú | 2012-2014   |
| Los Caimanes              | Perú | 2014        |
| Sport Huancayo            | Perú | 2015        |
| Cultural Santa Rosa       | Perú | 2016        |

### Como entrenador
| Club                | País | Año  |
| ------------------- | ---- | ---- |
| Cultural Santa Rosa | Perú | 2016 |

## Palmarés

### Campeonatos nacionales
| Título            | Club                      | País | Año  |
| ----------------- | ------------------------- | ---- | ---- |
| Segunda División  | Universidad César Vallejo | Perú | 2007 |
| Torneo Intermedio | José Gálvez               | Perú | 2011 |
| Copa Perú         | UTC de Cajamarca          | Perú | 2012 |

### Distinciones individuales
| Distinción                                                                             | Año  |
| -------------------------------------------------------------------------------------- | ---- |
| Incluido en el equipo ideal de la Copa Perú según el portal periodístico DeChalaca.com | 2012 |